# Johann Lambert Joseph Comes
Johann Lambert Joseph Comes (* 23. Dezember 1774 in Cochem; † 7. April 1856 ebenda) war ein deutscher  Kreisarzt und Heimatforscher.

## Leben und Karriere

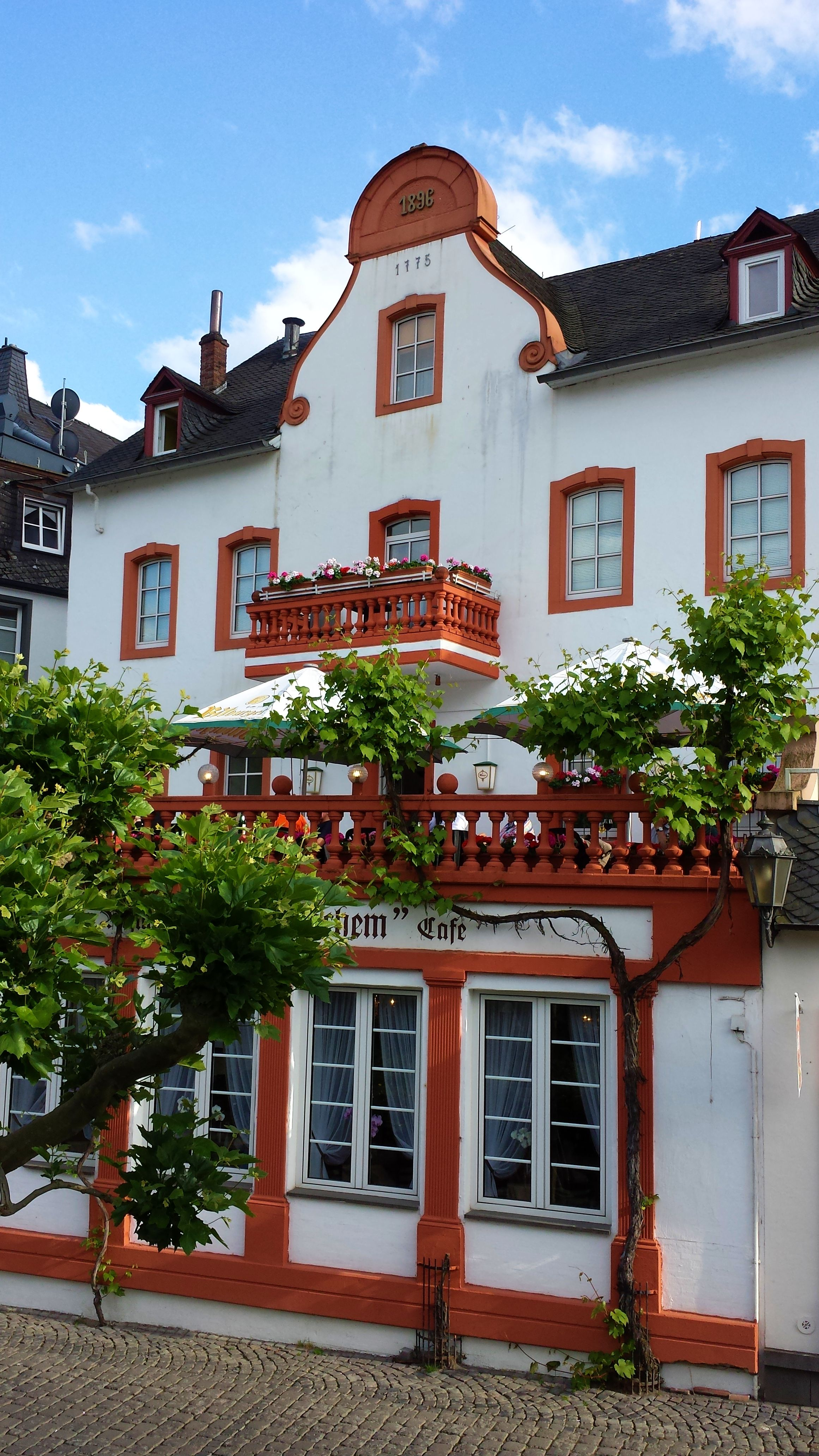
Ehemals Haus Comes, dann Café Roters, heute Restaurant Alt Cochem in Cochem an der Mosel

Johann Lambert Joseph Comes war der Sohn des Wundarztes Johann Nikolaus Comes und der Apothekertochter Anna Maria Pliester und damit in gerader Linie mit Pater Martin von Cochem verwandt. Johann Comes heiratete Katharina Schlink aus Koblenz. Nach dem Besuch der Kapuzinerschule in Cochem begann er in Trier mit dem Studium der Theologie. Danach studierte er Medizin in Würzburg. Seine Doktorwürde erlangte er am 17. September 1803. Anfänglich soll er in Karden als Arzt tätig gewesen sein, verlegte aber seine Praxis bald in seine nahegelegene Heimatstadt Cochem. Bereits 1803 war er Distriktarzt für die Mairien Münstermaifeld, Gondorf, Brodenbach, Obergondershausen, Karden und Treis. 1804 begann er als erster Arzt mit der Kuhpockenschutzimpfung. Er galt als besonders tüchtiger Impfarzt. 1817 wurde er zum preußischen Kreisphysikus für den Kreis Cochem ernannt, was er bis 1849 blieb. 1839 erhielt er den Ehrentitel „Hofrat“ wegen seiner Verdienste um die Schutzimpfungen. 1853 empfing er anlässlich seines fünfzigjährigen Jubiläums als Arzt den Roten Adlerorden III. Klasse.
Neben seiner ärztlichen Tätigkeit beschäftigte er sich eingehend mit der Auffindung und Erforschung römischer Altertümer in seiner Umgebung und brachte im Laufe der Jahre eine Sammlung von römischen Fundstücken, Ölgemälden, Glasmalereien und kunstgewerblichen Gegenständen aller Art, auch Handschriften und Inkunabeln zusammen. Comes wohnte in Cochem in der Bernstraße in dem 1775 errichteten und 1896 vollständig umgebauten Haus, welches später vom Bäckermeister Roters als Café Roters übernommen wurde. Heute befindet sich darin das Restaurant Alt Cochem. In dem inzwischen abgerissenen Torbogen (Nordtor oder Koblenzer Tor) über der Bernstraße zwischen dem Comeschen Hause und dem Hotel Germania befand sich eine Schädel- und Skelettsammlung, die aber eher wissenschaftlichen Zwecken diente. Dieses nicht gerade einladende Kabinett war im Volksmund unter dem Namen Hölle bekannt.
Johann Comes war Ehrenmitglied der Gesellschaft für nützliche Forschungen zu Trier, der er testamentarisch die vorgeschichtlichen Untersuchungen und römische Fundstücke seiner Sammlung vermachte. Er wies als erster 1819 die Moselwinzer auf das sogenannte Räuchern der Weinberge in den gefährlichen Frühjahrsfrostnächten hin.

## Auszeichnungen
- 1853: Roter Adlerorden III. Klasse